# Diana Singer
Diana Singer (24 august 1972, Cluj) este o jurnalistă, una din cele mai cunoscute voci din radioul românesc.

## Biografie
A studiat la Facultatea de Litere din București, iar în timpul studiilor a început să lucreze la primul post de radio independent din România, Fun Radio (transformat mai apoi în Unifan și pe urmă în Uniplus Radio), alături de Mircea Radu, Toti Marinescu, Ovidiu Nahoi etc.
A ocupat funcția de redactor șef și gazdă de talk-show la Uniplus Radio, fiind realizatoarea primului playlist de radio și a primului talk-show din eterul românesc, intitulat „Azilul de noapte”. 
Au urmat colaborări cu posturile Radio 21 (unde continuă ideea de playlist și de talk-show cu emisiunea de noapte „Blow up”) și Magic FM.
A ocupat funcțiile de manager de promovare și director de marketing la Nova Music Entertainment, licențiat SonyBMG, unde s-a ocupat de campaniile de promovare și marketing ale artiștilor Justin Timberlake, Christina Aguilera, Beyonce, Shakira, Ricky Martin, Outlandish, Animal X, Pacha Man etc. 
Din iunie 2007 este director de marketing la Cat Music, licențiat exclusiv EMI și Ministry Of Sound. 
În prezent realizează emisiunea „Magic nights” de la Magic FM.